# Bert Bakker (uitgever)
Lambertus Jozef (Bert) Bakker (Huizum (Leeuwarden), 3 april 1912 – Ilpendam, 19 september 1969) was een Nederlandse schrijver en uitgever.

## Loopbaan
Hij schreef een aantal letterkundige studies, twee romans, poëzie en kinderboeken. In de Tweede Wereldoorlog was hij betrokken bij het verzet en werkte hij mee aan het illegale Vrij Nederland. Na de bevrijding werd hij enig directeur van de uitgeverij Bert Bakker. In 1953 richtte hij het maandblad Maatstaf op, waarvan hij tot 1969 (hoofd)redacteur was, vanaf 1965 geassisteerd door Wim Gijsen. Als uitgever bij Bert Bakker/Daamen had hij veel succes met de reeks Ooievaar Pockets waarvan er in eerste instantie 199 verschenen. Nadat in 1972 de laatste Ooievaar van bovengenoemde serie verscheen, werd in april 1991 een nieuwe reeks Ooievaars op stapel gezet. De serie begon met de nummers 266 tot en met 305, daarna is men doorgegaan met een serie ongenummerde Ooievaars.
Bakker was van 1950 tot 1964 gehuwd met Victorine Hefting. In de uitgeverij werd hij opgevolgd door zijn neef Bert Bakker (1942-2022). Deze moest de uitgeverij in 1991 overdoen aan Prometheus, waarna de naam nog jaren bleef voortbestaan als imprint voor non-fictieboeken, met Mai Spijkers op de stoel van Bert Bakker jr.

## Werk
- Au revoir (1934, poëzie)
- De spannende zomer van Botte Spoelstra (1935, jeugdboek)
- Drijfzand (1935, roman)
- Een held op sokken (1935, jeugdboek)
- Reizigers (1935)
- Sjefs eerste luchtreis (1935, jeugdboek)
- Ieder is alleen (1937, roman)
- A. Roland Holst (1958)
- S. Vestdijk (1958)
- J. Slauerhoff (1961)
- Pierre Kemp (1961)
- Anna Blaman (1966)